# Kina vid världsmästerskapen i simsport 2024
Kina tävlade vid världsmästerskapen i simsport 2024 i Doha i Qatar mellan den 2 och 18 februari 2024. Kina hade en trupp på 82 idrottare, varav 47 kvinnor och 35 män.

## Medaljörer
| Medalj | Namn                                                                                       | Sport    | Gren                                 | Datum       |
| ------ | ------------------------------------------------------------------------------------------ | -------- | ------------------------------------ | ----------- |
| Guld   | Huang Jianjie Zhang Jiaqi                                                                  | Simhopp  | Mixat parhopp 10 meter plattform     | 3 februari  |
| Guld   | Chang Hao Feng Yu Wang Ciyue Wang Liuyi Wang Qianyi Xiang Binxuan Xiao Yanning Zhang Yayi  | Konstsim | Akrobatiskt lagprogram               | 4 februari  |
| Guld   | Long Daoyi Wang Zongyuan                                                                   | Simhopp  | Herrarnas parhopp 3 meter svikt      | 4 februari  |
| Guld   | Wang Liuyi Wang Qianyi                                                                     | Konstsim | Damernas tekniska parprogram         | 5 februari  |
| Guld   | Yang Shuncheng                                                                             | Konstsim | Herrarnas tekniska soloprogram       | 5 februari  |
| Guld   | Quan Hongchan                                                                              | Simhopp  | Damernas 10 meter plattform          | 5 februari  |
| Guld   | Chang Hao Feng Yu Wang Ciyue Wang Liuyi Wang Qianyi Xiang Binxuan Xiao Yanning Zhang Yayi  | Konstsim | Tekniskt lagprogram                  | 6 februari  |
| Guld   | Chen Yuxi Quan Hongchan                                                                    | Simhopp  | Damernas parhopp 10 meter plattform  | 6 februari  |
| Guld   | Chang Yani Chen Yiwen                                                                      | Simhopp  | Damernas parhopp 3 meter svikt       | 7 februari  |
| Guld   | Wang Zongyuan                                                                              | Simhopp  | Herrarnas 3 meter svikt              | 7 februari  |
| Guld   | Wang Liuyi Wang Qianyi                                                                     | Konstsim | Damernas fria parprogram             | 8 februari  |
| Guld   | Lian Junjie Yang Hao                                                                       | Simhopp  | Herrarnas parhopp 10 meter plattform | 8 februari  |
| Guld   | Chang Hao Cheng Wentao Feng Yu Li Xiuchen Wang Ciyue Xiang Binxuan Xiao Yanning Zhang Yayi | Konstsim | Fritt lagprogram                     | 9 februari  |
| Guld   | Chang Yani                                                                                 | Simhopp  | Damernas 3 meter svikt               | 9 februari  |
| Guld   | Cheng Wentao Shi Haoyu                                                                     | Konstsim | Mixat fritt parprogram               | 10 februari |
| Guld   | Yang Hao                                                                                   | Simhopp  | Herrarnas 10 meter plattform         | 10 februari |
| Guld   | Pan Zhanle Ji Xinjie Zhang Zhanshuo Wang Haoyu                                             | Simning  | Herrarnas 4 × 100 meter frisim       | 11 februari |
| Guld   | Tang Qianting                                                                              | Simning  | Damernas 100 meter bröstsim          | 13 februari |
| Guld   | Pan Zhanle                                                                                 | Simning  | Herrarnas 100 meter frisim           | 15 februari |
| Guld   | Ai Yanhan Gong Zhenqi Li Bingjie Yang Peiqi Ma Yonghui                                     | Simning  | Damernas 4 × 200 meter frisim        | 15 februari |
| Guld   | Dong Zhihao                                                                                | Simning  | Herrarnas 200 meter bröstsim         | 16 februari |
| Guld   | Ji Xinjie Wang Haoyu Pan Zhanle Zhang Zhanshuo                                             | Simning  | Herrarnas 4 × 200 meter frisim       | 16 februari |
| Guld   | Pan Zhanle Wang Haoyu Li Bingjie Yu Yiting Ji Xinjie Ai Yanhan                             | Simning  | 4 × 100 meter mixad frisim           | 17 februari |
| Silver | Cheng Wentao Shi Haoyu                                                                     | Konstsim | Mixat tekniskt parprogram            | 4 februari  |
| Silver | Chen Yuxi                                                                                  | Simhopp  | Damernas 10 meter plattform          | 5 februari  |
| Silver | Xie Siyi                                                                                   | Simhopp  | Herrarnas 3 meter svikt              | 7 februari  |
| Silver | Chen Yiwen                                                                                 | Simhopp  | Damernas 3 meter svikt               | 9 februari  |
| Silver | Cao Yuan                                                                                   | Simhopp  | Herrarnas 10 meter plattform         | 10 februari |
| Silver | Li Bingjie                                                                                 | Simning  | Damernas 400 meter frisim            | 11 februari |
| Silver | Li Bingjie                                                                                 | Simning  | Damernas 1 500 meter frisim          | 13 februari |
| Silver | Tang Qianting                                                                              | Simning  | Damernas 50 meter bröstsim           | 18 februari |
| Brons  | Xu Huiyan                                                                                  | Konstsim | Damernas tekniska soloprogram        | 3 februari  |
| Brons  | Yu Yiting                                                                                  | Simning  | Damernas 200 meter medley            | 12 februari |

## Tävlande per sport
Följande är en lista över antalet tävlande per sport.
| Sport                | Herrar | Damer | Totalt |
| -------------------- | ------ | ----- | ------ |
| Konstsim             | 2      | 12    | 14     |
| Simhopp              | 8      | 5     | 13     |
| Simning              | 8      | 13    | 21     |
| Vattenpolo           | 15     | 15    | 30     |
| Öppet vatten-simning | 2      | 2     | 4      |
| Totalt               | 35     | 47    | 82     |

## Konstsim
| Idrottare                                                                                  | Gren                           | Kval     | Kval      | Final    | Final     |
| Idrottare                                                                                  | Gren                           | Poäng    | Placering | Poäng    | Placering |
| ------------------------------------------------------------------------------------------ | ------------------------------ | -------- | --------- | -------- | --------- |
| Yang Shuncheng                                                                             | Herrarnas fria soloprogram     | 213,9999 | 1 Q       | 176,3647 | 4         |
| Yang Shuncheng                                                                             | Herrarnas tekniska soloprogram | 242,4367 | 1 Q       | 246,4766 | 1         |
| Xu Huiyan                                                                                  | Damernas fria soloprogram      | 230,8104 | 4 Q       | 244,2251 | 4         |
| Xu Huiyan                                                                                  | Damernas tekniska soloprogram  | 258,2067 | 4 Q       | 262,3700 | 3         |
| Wang Liuyi Wang Qianyi                                                                     | Damernas fria parprogram       | 250,8438 | 1 Q       | 250,7729 | 1         |
| Wang Liuyi Wang Qianyi                                                                     | Damernas tekniska parprogram   | 269,8883 | 1 Q       | 266,0484 | 1         |
| Cheng Wentao Shi Haoyu                                                                     | Mixat fritt parprogram         | 215,2042 | 1 Q       | 224,1437 | 1         |
| Cheng Wentao Shi Haoyu                                                                     | Mixat tekniskt parprogram      | 250,5150 | 1 Q       | 223,3166 | 2         |
| Chang Hao Feng Yu Wang Ciyue Wang Liuyi Wang Qianyi Xiang Binxuan Xiao Yanning Zhang Yayi  | Akrobatiskt lagprogram         | 247,0233 | 1 Q       | 244,1767 | 1         |
| Chang Hao Cheng Wentao Feng Yu Li Xiuchen Wang Ciyue Xiang Binxuan Xiao Yanning Zhang Yayi | Fritt lagprogram               | 338,4981 | 1 Q       | 339,7604 | 1         |
| Chang Hao Feng Yu Wang Ciyue Wang Liuyi Wang Qianyi Xiang Binxuan Xiao Yanning Zhang Yayi  | Tekniskt lagprogram            | 304,1272 | 1 Q       | 299,8712 | 1         |

## Simhopp
Herrar
| Idrottare                | Gren                   | Kval   | Kval      | Semifinal | Semifinal | Final  | Final     |
| Idrottare                | Gren                   | Poäng  | Placering | Poäng     | Placering | Poäng  | Placering |
| ------------------------ | ---------------------- | ------ | --------- | --------- | --------- | ------ | --------- |
| Zheng Jiuyuan            | 1 m svikt              | 378,60 | 4 Q       | —         | —         | 334,35 | 11        |
| Wang Zongyuan            | 3 m svikt              | 474,30 | 2 Q       | 469,95    | 2 Q       | 538,70 | 1         |
| Xie Siyi                 | 3 m svikt              | 493,05 | 1 Q       | 518,00    | 1 Q       | 516,10 | 2         |
| Cao Yuan                 | 10 m plattform         | 503,80 | 1 Q       | 492,75    | 1 Q       | 553,20 | 2         |
| Yang Hao                 | 10 m plattform         | 497,70 | 2 Q       | 468,15    | 3 Q       | 564,05 | 1         |
| Long Daoyi Wang Zongyuan | Parhopp 3 m svikt      | —      | —         | —         | —         | 442,41 | 1         |
| Lian Junjie Yang Hao     | Parhopp 10 m plattform | —      | —         | —         | —         | 470,76 | 1         |

Damer
| Idrottare               | Gren                   | Kval   | Kval      | Semifinal | Semifinal | Final  | Final     |
| Idrottare               | Gren                   | Poäng  | Placering | Poäng     | Placering | Poäng  | Placering |
| ----------------------- | ---------------------- | ------ | --------- | --------- | --------- | ------ | --------- |
| Chang Yani              | 3 m svikt              | 290,90 | 4 Q       | 332,25    | 2 Q       | 354,75 | 1         |
| Chen Yiwen              | 3 m svikt              | 297,75 | 2 Q       | 354,75    | 1 Q       | 336,60 | 2         |
| Chen Yuxi               | 10 m plattform         | 435,20 | 1 Q       | 421,85    | 1 Q       | 427,80 | 2         |
| Quan Hongchan           | 10 m plattform         | 399,30 | 2 Q       | 405,30    | 2 Q       | 436,25 | 1         |
| Chang Yani Chen Yiwen   | Parhopp 3 m svikt      | —      | —         | —         | —         | 323,43 | 1         |
| Chen Yuxi Quan Hongchan | Parhopp 10 m plattform | —      | —         | —         | —         | 362,22 | 1         |

Mixat
| Idrottare                 | Gren                   | Final  | Final     |
| Idrottare                 | Gren                   | Poäng  | Placering |
| ------------------------- | ---------------------- | ------ | --------- |
| Huang Jianjie Zhang Jiaqi | Parhopp 10 m plattform | 353,82 | 1         |

## Simning
Herrar
| Idrottare                                      | Gren            | Heat     | Heat      | Semifinal        | Semifinal        | Final            | Final            |
| Idrottare                                      | Gren            | Tid      | Placering | Tid              | Placering        | Tid              | Placering        |
| ---------------------------------------------- | --------------- | -------- | --------- | ---------------- | ---------------- | ---------------- | ---------------- |
| Pan Zhanle                                     | 50 m frisim     | 0DNS0    | 0DNS0     | Gick inte vidare | Gick inte vidare | Gick inte vidare | Gick inte vidare |
| Pan Zhanle                                     | 100 m frisim    | 47,82    | 1 Q       | 47,73            | 1 Q              | 47,53            | 1                |
| Pan Zhanle                                     | 200 m frisim    | 1.51,03  | 38        | Gick inte vidare | Gick inte vidare | Gick inte vidare | Gick inte vidare |
| Wang Haoyu                                     | 100 m frisim    | 48,61    | 9 Q       | 48,11            | 6 Q              | 48,06            | 7                |
| Ji Xinjie                                      | 200 m frisim    | 1.47,13  | 12 Q      | 1.46,92          | 12               | Gick inte vidare | Gick inte vidare |
| Fei Liwei                                      | 400 m frisim    | 3.47,06  | 13        | —                | —                | Gick inte vidare | Gick inte vidare |
| Fei Liwei                                      | 800 m frisim    | 7.51,18  | 16        | —                | —                | Gick inte vidare | Gick inte vidare |
| Fei Liwei                                      | 1 500 m frisim  | 14.54,36 | 7 Q       | —                | —                | 14.50,51         | 7                |
| Zhang Zhanshuo                                 | 400 m frisim    | 3,46,46  | 10        | —                | —                | Gick inte vidare | Gick inte vidare |
| Zhang Zhanshuo                                 | 800 m frisim    | 7.55,86  | 23        | —                | —                | Gick inte vidare | Gick inte vidare |
| Zhang Zhanshuo                                 | 1 500 m frisim  | 15.20,69 | 21        | —                | —                | Gick inte vidare | Gick inte vidare |
| Zhang Zhanshuo                                 | 200 m medley    | 1.59,87  | 7 Q       | 1.58,98          | 8 Q              | 1.59,17          | 8                |
| Zhang Zhanshuo                                 | 400 m medley    | 4.19,86  | 12        | —                | —                | Gick inte vidare | Gick inte vidare |
| Xu Yifan                                       | 50 m ryggsim    | 26,37    | 33        | Gick inte vidare | Gick inte vidare | Gick inte vidare | Gick inte vidare |
| Dong Zhihao                                    | 100 m bröstsim  | 59,97    | 13 Q      | 1.00,45          | 16               | Gick inte vidare | Gick inte vidare |
| Dong Zhihao                                    | 200 m bröstsim  | 2.11,13  | 7 Q       | 2.09,16          | 2 Q              | 2.07,94          | 1                |
| Wang Xizhe                                     | 100 m fjärilsim | 53,10    | 24        | Gick inte vidare | Gick inte vidare | Gick inte vidare | Gick inte vidare |
| Wang Xizhe                                     | 200 m fjärilsim | 1.59,32  | 23        | Gick inte vidare | Gick inte vidare | Gick inte vidare | Gick inte vidare |
| Pan Zhanle Ji Xinjie Zhang Zhanshuo Wang Haoyu | 4×100 m frisim  | 3.14,07  | 4 Q       | —                | —                | 3.11,08          | 1                |
| Ji Xinjie Wang Haoyu Pan Zhanle Zhang Zhanshuo | 4×200 m frisim  | 7.06,93  | 1 Q       | —                | —                | 7.01,84 0NR0     | 1                |
| Xu Yifan Dong Zhihao Wang Xizhe Ji Xinjie      | 4×100 m medley  | 3.36,68  | 12        | —                | —                | Gick inte vidare | Gick inte vidare |

Damer
| Idrottare                                                | Gren            | Heat     | Heat      | Semifinal        | Semifinal        | Final            | Final            |
| Idrottare                                                | Gren            | Tid      | Placering | Tid              | Placering        | Tid              | Placering        |
| -------------------------------------------------------- | --------------- | -------- | --------- | ---------------- | ---------------- | ---------------- | ---------------- |
| Lyu Yue                                                  | 50 m frisim     | 25,10    | 15 Q      | 25,04            | 15               | Gick inte vidare | Gick inte vidare |
| Ai Yanhan                                                | 100 m frisim    | 55,19    | 15 Q      | Drog sig ur      | Drog sig ur      | Drog sig ur      | Drog sig ur      |
| Ai Yanhan                                                | 200 m frisim    | 1.58,06  | 5 Q       | 1.57,33          | 10 Q             | 1.57,53          | 8                |
| Li Bingjie                                               | 200 m frisim    | 1.57,16  | 1 Q       | 1.57,13          | 7 Q              | Drog sig ur      | Drog sig ur      |
| Li Bingjie                                               | 400 m frisim    | 4.04,65  | 1 Q       | —                | —                | 4.01.62          | 2                |
| Li Bingjie                                               | 1 500 m frisim  | 16.13,61 | 3 Q       | —                | —                | 15.56,62         | 2                |
| Yang Peiqi                                               | 400 m frisim    | 4.06,82  | 7 Q       | —                | —                | 4.05.73          | 6                |
| Yang Peiqi                                               | 800 m frisim    | 8.36,75  | 10        | —                | —                | Gick inte vidare | Gick inte vidare |
| Yang Peiqi                                               | 1 500 m frisim  | 16.14,85 | 6 Q       | —                | —                | 16.13,08         | 6                |
| Ma Yonghui                                               | 800 m frisim    | 8.37,66  | 12        | —                | —                | Gick inte vidare | Gick inte vidare |
| Ma Yonghui                                               | 200 m fjärilsim | 2.09,50  | 3 Q       | 2.08,73          | 5 Q              | 2.08,77          | 5                |
| Chen Jie                                                 | 50 m ryggsim    | 28,67    | 18        | Gick inte vidare | Gick inte vidare | Gick inte vidare | Gick inte vidare |
| Chen Xin                                                 | 100 m ryggsim   | 1.02,49  | 23        | Gick inte vidare | Gick inte vidare | Gick inte vidare | Gick inte vidare |
| Sun Mingxia                                              | 200 m ryggsim   | 2.11,79  | 10 Q      | 2.12,07          | 14               | Gick inte vidare | Gick inte vidare |
| Tang Qianting                                            | 50 m bröstsim   | 29,93    | 2 Q       | 29,80 0AR0       | 2 Q              | 29,51 0AR0       | 2                |
| Tang Qianting                                            | 100 m bröstsim  | 1.06,16  | 1 Q       | 1.05,36          | 1 Q              | 1.05,27          | 1                |
| Yang Chang                                               | 50 m bröstsim   | 31,02    | 13 Q      | 30,86            | 11               | Gick inte vidare | Gick inte vidare |
| Yang Chang                                               | 100 m bröstsim  | 1.06,80  | 5 Q       | 1.06,27          | 3 Q              | 1.06,75          | 7                |
| Yu Yiting                                                | 50 m fjärilsim  | 26,06    | 10 Q      | 25,81            | 4 Q              | Drog sig ur      | Drog sig ur      |
| Yu Yiting                                                | 200 m medley    | 2.11,53  | 4 Q       | 2.08,83          | 3 Q              | 2.09,01          | 3                |
| Gong Zhenqi                                              | 100 m fjärilsim | 59,87    | 20        | Gick inte vidare | Gick inte vidare | Gick inte vidare | Gick inte vidare |
| Mao Yihan                                                | 400 m medley    | 4.46,88  | 12        | —                | —                | Gick inte vidare | Gick inte vidare |
| Ai Yanhan Ma Yonghui Gong Zhenqi Lyu Yue                 | 4×100 m frisim  | 3.41,75  | 7 Q       | —                | —                | 3.41,11          | 7                |
| Ai Yanhan Gong Zhenqi Li Bingjie Yang Peiqi Ma Yonghui   | 4×200 m frisim  | 7.54,38  | 1 Q       | —                | —                | 7.47,26          | 1                |
| Sun Mingxia Tang Qianting Yu Yiting Ai Yanhan Yang Chang | 4×100 m medley  | 4.02,22  | 5 Q       | —                | —                | 3.59,16          | 4                |

Mixat
| Idrottare                                                      | Gren           | Heat         | Heat      | Final            | Final            |
| Idrottare                                                      | Gren           | Tid          | Placering | Tid              | Placering        |
| -------------------------------------------------------------- | -------------- | ------------ | --------- | ---------------- | ---------------- |
| Pan Zhanle Wang Haoyu Li Bingjie Yu Yiting Ji Xinjie Ai Yanhan | 4×100 m frisim | 3.24,47 0AR0 | 1 Q       | 3.21,18 0AR0     | 1                |
| Chen Jie Dong Zhihao Yu Yiting Ji Xinjie                       | 4×100 m medley | 3.48,16      | 11        | Gick inte vidare | Gick inte vidare |

## Vattenpolo
Sammanfattning
| Lag  | Gren                | Gruppspel            | Gruppspel            | Gruppspel            | Gruppspel | Slutspel                | Kvartsfinal          | Semifinal                                 | Final / BM                                 | Final / BM |
| Lag  | Gren                | Motståndare Resultat | Motståndare Resultat | Motståndare Resultat | Placering | Motståndare Resultat    | Motståndare Resultat | Motståndare Resultat                      | Motståndare Resultat                       | Placering  |
| ---- | ------------------- | -------------------- | -------------------- | -------------------- | --------- | ----------------------- | -------------------- | ----------------------------------------- | ------------------------------------------ | ---------- |
| Kina | Herrarnas turnering | Grekland · F 6–24    | Frankrike · F 9–16   | Brasilien · V 10–8   | 3         | Kroatien · F 4–22       | —                    | 9:e–12:e plats · Rumänien · F 7–9         | Match om 11:e plats · Australien · F 7–17  | 12         |
| Kina | Damernas turnering  | Spanien · F 5–18     | Frankrike · V 11–10  | Grekland · F 9–22    | 3         | Nederländerna · F 14–16 | —                    | 9:e–12:e plats · Storbritannien · V 15–10 | Match om 9:e plats · Nya Zeeland · F 15–16 | 10         |

### Herrarnas turnering
Spelartrupp
Följande är Kinas trupp.
Tränare: Ivan Asić
- 1 Wu Honghui MV
- 2 Zhu Beile US
- 3 Chu Chenghao US
- 4 Peng Jiahao US
- 5 Zhang Jinpeng US
- 6 Xie Zekai US
- 7 Chen Zhongxian US
- 8 Chen Ru US
- 9 Chen Yimin US
- 10 Liu Yu US
- 11 Zhang Chufeng US
- 12 Shen Dingsong US
- 13 Liang Zhiwei MV
- 14 Zhao Yuehao US
- 15 He Xingmeng US

Gruppspel
| Pos | Lag       | S | V | StrV | StrF | F | GM | IM | MS  | P | Kvalificering            |
| --- | --------- | - | - | ---- | ---- | - | -- | -- | --- | - | ------------------------ |
| 1   | Grekland  | 3 | 3 | 0    | 0    | 0 | 60 | 22 | +38 | 9 | Kvartsfinal              |
| 2   | Frankrike | 3 | 2 | 0    | 0    | 1 | 44 | 33 | +11 | 6 | Slutspel                 |
| 3   | Kina      | 3 | 1 | 0    | 0    | 2 | 25 | 48 | −23 | 3 | Slutspel                 |
| 4   | Brasilien | 3 | 0 | 0    | 0    | 3 | 23 | 49 | −26 | 0 | Semifinal om plats 13–16 |

|       | 5 februari 2024 | Kina  | 6 – 24                       | Grekland      | Aspire Dome                                                            |                                                                        |
| 10:30 | 10:30           | Xie 2 | (1–4, 0–6, 3–7, 2–7) Rapport | Genidounias 5 | Doha Domare: Alessandro Severo (Italien) Stanko Ivanovski (Montenegro) | Doha Domare: Alessandro Severo (Italien) Stanko Ivanovski (Montenegro) |
| 10:30 | 10:30           |       |                              |               | Doha Domare: Alessandro Severo (Italien) Stanko Ivanovski (Montenegro) | Doha Domare: Alessandro Severo (Italien) Stanko Ivanovski (Montenegro) |
| 10:30 | 10:30           |       |                              |               | Doha Domare: Alessandro Severo (Italien) Stanko Ivanovski (Montenegro) | Doha Domare: Alessandro Severo (Italien) Stanko Ivanovski (Montenegro) |

|       | 7 februari 2024 | Frankrike | 16 – 9                       | Kina      | Aspire Dome                                                             |                                                                         |
| 09:00 | 09:00           | Vernoux 6 | (3–3, 4–2, 2–1, 7–3) Rapport | Chen Z. 3 | Doha Domare: Stanko Ivanovski (Montenegro) Andreia Stanojević (Serbien) | Doha Domare: Stanko Ivanovski (Montenegro) Andreia Stanojević (Serbien) |
| 09:00 | 09:00           |           |                              |           | Doha Domare: Stanko Ivanovski (Montenegro) Andreia Stanojević (Serbien) | Doha Domare: Stanko Ivanovski (Montenegro) Andreia Stanojević (Serbien) |
| 09:00 | 09:00           |           |                              |           | Doha Domare: Stanko Ivanovski (Montenegro) Andreia Stanojević (Serbien) | Doha Domare: Stanko Ivanovski (Montenegro) Andreia Stanojević (Serbien) |

|       | 9 februari 2024 | Brasilien | 8 – 10                       | Kina      | Aspire Dome                                                         |                                                                     |
| 20:30 | 20:30           | Freitas 3 | (3–2, 2–1, 1–3, 2–4) Rapport | Chen Z. 3 | Doha Domare: Alessandro Severo (Italien) David Couper (Nya Zeeland) | Doha Domare: Alessandro Severo (Italien) David Couper (Nya Zeeland) |
| 20:30 | 20:30           |           |                              |           | Doha Domare: Alessandro Severo (Italien) David Couper (Nya Zeeland) | Doha Domare: Alessandro Severo (Italien) David Couper (Nya Zeeland) |
| 20:30 | 20:30           |           |                              |           | Doha Domare: Alessandro Severo (Italien) David Couper (Nya Zeeland) | Doha Domare: Alessandro Severo (Italien) David Couper (Nya Zeeland) |

### Damernas turnering
Trupp
Tränare: Juan Jané
- 1 Zhang Jiaqi MV
- 2 Yan Siya US
- 3 Yan Jing US
- 4 Xiong Dunhan US
- 5 Zhong Qiyun US
- 6 Wang Shiyun US
- 7 Lu Yiwen US
- 8 Wang Huan US
- 9 Deng Zewen US
- 10 Nong Sanfeng US
- 11 Li Ziqi US
- 12 ZhangJing US
- 13 Dong Wenxin MV
- 14 Wang Xuan US
- 15 Xie Liyi US

Gruppspel
| Pos | Lag       | S | V | StrV | StrF | F | GM | IM | MS  | P | Kvalificering            |
| --- | --------- | - | - | ---- | ---- | - | -- | -- | --- | - | ------------------------ |
| 1   | Spanien   | 3 | 3 | 0    | 0    | 0 | 48 | 20 | +28 | 9 | Kvartsfinal              |
| 2   | Grekland  | 3 | 2 | 0    | 0    | 1 | 41 | 31 | +10 | 6 | Slutspel                 |
| 3   | Kina      | 3 | 0 | 1    | 0    | 2 | 20 | 46 | −26 | 2 | Slutspel                 |
| 4   | Frankrike | 3 | 0 | 0    | 1    | 2 | 19 | 31 | −12 | 1 | Semifinal om plats 13–16 |

## Öppet vatten-simning
Herrar
| Idrottare    | Gren  | Tid       | Placering |
| ------------ | ----- | --------- | --------- |
| Liu Peixin   | 5 km  | 55.16,8   | 43        |
| Liu Peixin   | 10 km | 1:59.41,7 | 63        |
| Zhang Jinhou | 5 km  | 55.11,5   | 40        |
| Zhang Jinhou | 10 km | 1:54.06,0 | 51        |

Damer
| Idrottare | Gren  | Tid       | Placering |
| --------- | ----- | --------- | --------- |
| Mao Yihan | 5 km  | 58.57,5   | 19        |
| Mao Yihan | 10 km | 2:06.07,6 | 40        |
| Xin Xin   | 5 km  | 58.07,2   | 18        |
| Xin Xin   | 10 km | 2:04.21,1 | 37        |

Mixat
| Idrottare                                 | Gren       | Tid       | Placering |
| ----------------------------------------- | ---------- | --------- | --------- |
| Liu Peixin Zhang Jinhou Mao Yihan Xin Xin | Lagtävling | 1:07.17,2 | 11        |